# Station Barnes
Barnes is een spoorwegstation van National Rail in Engeland. 

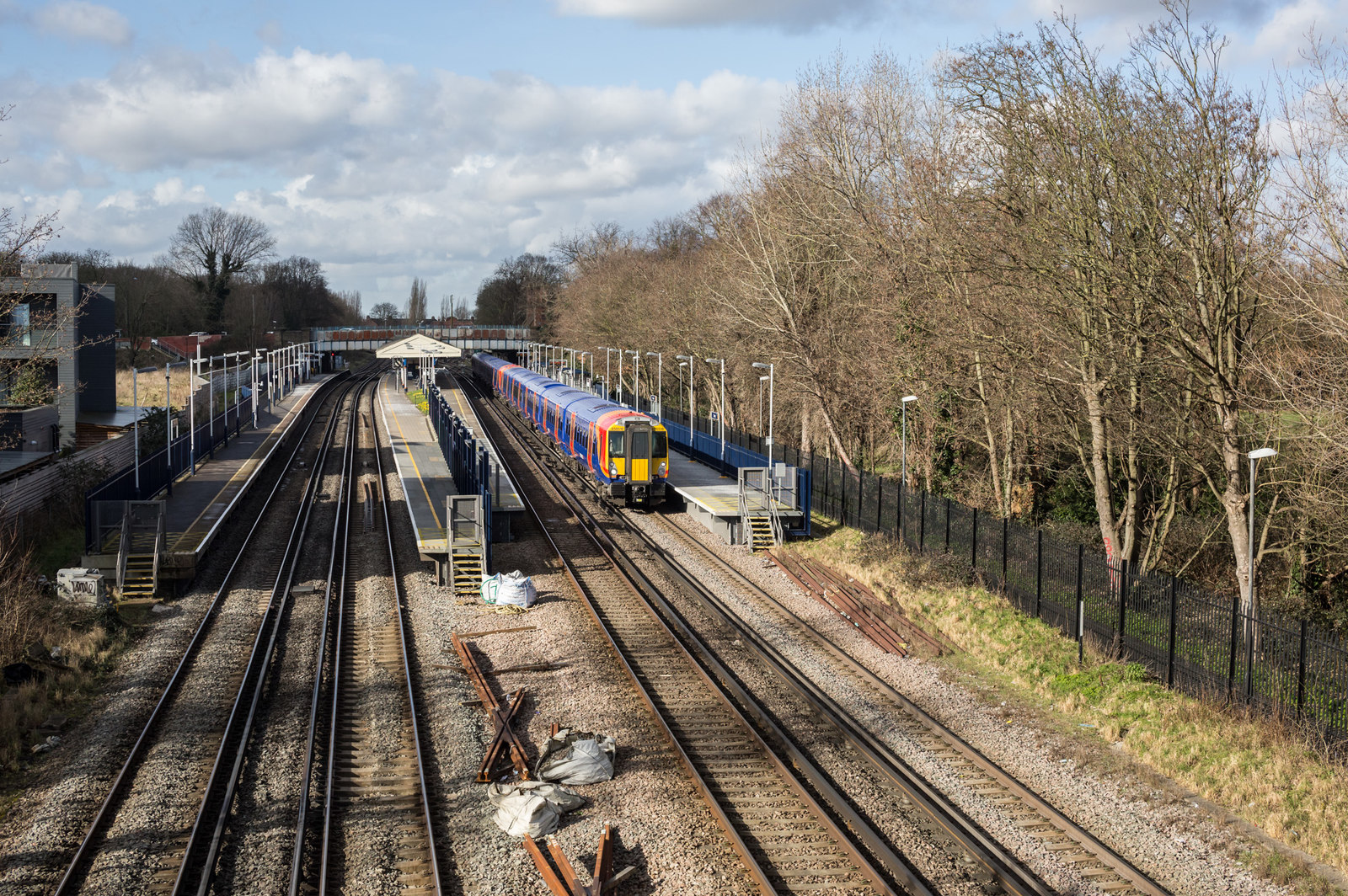
Perrons